# Marie-Laure Brunet
Marie-Laure Brunet (Lannemezan, 1988. november 20. –) francia sílövő. 2003 óta foglalkozik a biatlonnal.
Pályafutása első éveiben az Európa-kupában és a Junior világbajnokságokon indult. Két Junior világbajnokságon vett részt, és kiemelkedő teljesítményt felmutatva hét érmet szerzett hazájának: három aranyat, és két-két ezüstöt és bronzot.
A felnőttek mezőnyében, a világkupában 2007-ben mutatkozott be. Legjobb eredménye összetettben a 2008–2009-es szezonból származik, amikor a tizenhatodik helyen zárt.
Felnőtt világbajnokságon két alkalommal nevezte a Francia Sílövő Szövetség. 2008-ban a váltóval a harmadik helyen ért célba, 2009-ben pedig a francia vegyes váltóval aranyérmet nyert, a váltóval pedig harmadik lett.

## Eredményei

### Olimpia
| Év   | Világbajnokság | Versenyszám  | Versenyszám   | Versenyszám         | Versenyszám         | Versenyszám | Versenyszám |
| Év   | Világbajnokság | Egyéni 15 km | Sprint 7,5 km | Üldözőverseny 10 km | Tömegrajtos 12,5 km | Váltó 6 km  |             |
| ---- | -------------- | ------------ | ------------- | ------------------- | ------------------- | ----------- | ----------- |
| 2010 | Vancouver      | 12           | 6             | 3                   | 15                  | 2           |             |

### Világbajnokság
| Év   | Világbajnokság   | Versenyszám  | Versenyszám   | Versenyszám         | Versenyszám         | Versenyszám | Versenyszám         |
| Év   | Világbajnokság   | Egyéni 15 km | Sprint 7,5 km | Üldözőverseny 10 km | Tömegrajtos 12,5 km | Váltó 6 km  | Vegyes váltó 7,5 km |
| ---- | ---------------- | ------------ | ------------- | ------------------- | ------------------- | ----------- | ------------------- |
| 2008 | Östersund        | ----         | 30            | 26                  | ----                | 3           | ----                |
| 2009 | Phjongcshang     | 15           | 52            | 7                   | 8                   | 3           | 1                   |
| 2010 | Hanti-Manszijszk | ----         | ----          | ----                | ----                | ----        | 5                   |

### Világkupa
| Helyezés | 33 | 16 | 9 |

| 2007/08    | | | Pokljuka Váltó Ötersund Váltó (VB)                                                                     |
| 2008/09    | Phjongcshang Vegyes váltó (VB)                                                                        | Hochfilzen Váltó Hochfilzen Váltó                                                                      | Oberhof Váltó Trondheim Üldözőverseny Ötersund Váltó (VB)                                              |
| 2009/10    | | Hochfilzen Váltó Vancouver Váltó (O) Hanti-Manszijszk Sprint                                           | Ötersund Váltó Oberhof Váltó Vancouver Üldözőverseny (O)                                               |
| 2010/11    | | Östersund Egyéni Oberhof Váltó Antholz-Anterselva Tömegrajtos Presque Isle Vegyes váltó                | Pokljuka Egyéni Pokljuka Vegyes váltó Hanti-Manszijszk Vegyes váltó (VB) Hanti-Manszijszk Váltó (VB)   |
| 2011/12    | Antholz-Anterselva Váltó                                                                              | Hochfilzen Váltó Ruhpolding Egyéni (VB) Ruhpolding Váltó (VB) Ruhpolding Tömegrajtos (VB)              | Nové Město na Moravě Üldözőverseny                                                                     |
| Összesítés | Egyéni: 0 Sprint: 0 Üldözőverseny: 0 Tömegrajtos: 0 Váltó: 1 Vegyes váltó: 1 ------------ Összesen: 2 | Egyéni: 2 Sprint: 1 Üldözőverseny: 0 Tömegrajtos: 2 Váltó: 7 Vegyes váltó: 1 ------------ Összesen: 13 | Egyéni: 1 Sprint: 0 Üldözőverseny: 3 Tömegrajtos: 0 Váltó: 7 Vegyes váltó: 2 ------------ Összesen: 13 |

- O - Olimpia és egyben világkupa forduló is.
- VB - Világbajnokság és egyben világkupa forduló is.